# Ženskij basketbol'nyj klub Spartak Noginsk
Lo Ženskij basketbol'nyj klub Spartak Noginsk (in cirillico Женский Баскетбольный клуб «Спартак» Ногинск, conosciuto come Spartak Regione di Mosca) è una società di pallacanestro femminile di Noginsk, nell'oblast' di Mosca. Dal 1951 al 1992 ha fatto parte della società polisportiva dello Spartak Moskva; ha avuto la sua sede in più città, tra cui Elektrostal, Lyubertsy e Podolsk.

## Storia
Fondato nel 1949 dall'allenatore David Yakovlevich Berlin, è entrata nel campionato sovietico nel 1960 e ha vinto il suo primo titolo nel 1967: le Olimpiadi sovietiche. Nel 1977 ha vinto a Roma la prima delle tre Coppe Ronchetti, mentre nel 1978 ha vinto anche il suo unico titolo sovietico sul Daugawa Riga. In totale, ha conquistato sette secondi posti (1968, 1969, 1976, 1979, 1980, 1981, 1982) e tre terzi (1970, 1975 e 1977). La crisi degli anni novanta ha colpito la squadra, che dal 1992 al 1994 si è chiamata Concern e nella stagione 1997-1998 ha assunto il nome di SpartAkademKlub-Spartak.
Il marchio Spartak è stato al centro di controversie con l'altra squadra fondata nel 2005, che inizialmente aveva incorporato anche la storia dello Spartak Noginsk. Anche il sito della FIBA Europe incorpora le statistiche del vecchio club con il nuovo di Vidnoe e tiene separate quelle del Noginsk.

## Palmarès
- Coppa Ronchetti: 3

1976-1977, 1980-1981, 1981-1982
- Campionato sovietico femminile di pallacanestro: 1

1978